# 藤本一勇
藤本 一勇（ふじもと かずいさ、1966年 - ）は、日本の哲学者。東京都出身。早稲田大学文化構想学部表象・メディア論系教授。ジャック・デリダの弟子。フランス現代思想研究（サルトルから、ラカン、フーコー、ドゥルーズ、デリダ、バディウなど）、表象・メディア論を専門とする。存在論的アナーキズム、身体的コミュニズム、技術存在論を主張し、脱構築の観点から哲学と先端テクノロジーとの関係性、その政治・経済・社会的な権力構造（環境工作権力）を、技術・メディアの亡霊学・憑依学・霊媒論として研究。「ネオリベ・ネオコン複合体」「ポストモダン保守」「霊媒メディア」「循環経済」「ヴァーチャルリアリティ存在」等を論じる。マテリアルなものを情報に還元する現代の「情報プラトン主義」とその科学的スピリチュアリズム（シンギュラティ神学も含む）を脱構築的に批判するとともに、最近では、ポール・プレシアド（Paul B. Preciado）やジャック・ハルバースタム（Jack Halberstam）ら、トランスセクシュアルの思想家たちを日本に紹介し、独自の「トランス哲学」を展開している。また、大学では「メディアのエロス・ホラー論」の講義も担当している。
弟子に、ドゥルーズ研究者の鹿野祐嗣（神戸大学）、ジャン＝リュック・ナンシー研究者の伊藤潤一郎（新潟県立大学）、ジャック・ラカン研究者の工藤顕太、片岡一竹、演劇教育批評家の渡辺健一郎らがいる。

## 略歴
早稲田大学第一文学部文芸専修卒。同大学文学研究科フランス文学コース博士課程修了（指導教授はデリダ研究者の高橋允昭）。
1995年～1999年、フランス政府給費留学生としてパリ留学。
1995～1997年、パリ高等師範学校で学び、ジャック・デリダの指導の下、1995年パリ社会科学高等研究院で高度研究学位取得（DEA「文明と歴史」）。1999年まで、デリダに博士論文の指導を受ける。同時期に同じくデリダの弟子であるベルナール・スティグレールやカトリーヌ・マラブーと知り合う。
2000年、早稲田大学第一文学部専任講師、同大学助教授、教授を経て、2007年、文学部の改組にともない、早稲田大学文化構想学部の表象・メディア論系教授。2017年以降、アメリカ合衆国コロンビア大学客員教授（夏季集中講義担当）。
ジャック・デリダ、フィリップ・ラクー＝ラバルト、アラン・バディウ、ポール・プレシアドらの翻訳多数。

## 著書

### 単著
- 『批判感覚の再生―ポストモダン保守の呪縛に抗して』白澤社、2006年。
- 『ヒューマニティーズ 外国語学』岩波書店、2009年。
- 『情報のマテリアリズム』NTT出版、2013年。

### 共著
- 『王と鳥―スタジオジブリの原点』 高畑 勲（著）／大塚 康生（著） ／叶精二（著）／藤本一勇（著）、大月書店、2006年。
- 『現代思想入門 グローバル時代の「思想地図」はこうなっている! 』仲正 昌樹 （編）／藤本 一勇 (著）／清家 竜介 (著)／北田 暁大 (著)／毛利 嘉孝 (著) 、PHP研究所、2007年。

### 翻訳
- フランク・パヴロフ『茶色の朝』大月書店、2003年。
- ピエール・ブルデュー『政治―政治学から「政治界」の科学へ』 藤原書店、2003年。
- デリダ／ルディネスコ『来たるべき世界のために』岩波書店、2003年。
- デリダ『アデュー―エマニュエル・レヴィナスへ』岩波書店、2004年／岩波文庫、2024年。
- デリダ／ハーバーマス『テロルの時代と哲学の使命』岩波書店、2004年。
- フィリップ・ラクー＝ラバルト『歴史の詩学』藤原書店、2007年。
- アラン・バディウ／コスタス・ドゥージナス他『来たるべきデリダ』明石書店、2007年。
- フェン・チャー／スザンヌ・ゲルラク 編『デリダ――政治的なものの時代へ』岩波書店、2012年。
- レオン・ウェルト『僕の知っていたサン=テグジュペリ』大月書店、2012年。
- デリダ『散種』法政大学出版局、2013年。
- デリダ『プシュケー I』岩波書店、2014年。
- デリダ『プシュケー II』岩波書店、2019年。
- アラン・バディウ『存在と出来事』藤原書店、2019年。
- アラン・バディウ『哲学の条件』藤原書店、2021年。
- デリダ『哲学のナショナリズム: 性,人種,ヒューマニティ』岩波書店、2021年。
- デリダ『哲学の余白 上・下〈新装版〉』法政大学出版局、2022年。
- ポール・プレシアド『カウンターセックス宣言』法政大学出版局、2022年。
- ポール・プレシアド『あなたがたに話す私はモンスター』法政大学出版局、2022年[7]。
- ポール・プレシアド『テスト・ジャンキー』法政大学出版局、2023年。
- ジャック・ハルバースタム『失敗のクィアアート 反乱するアニメーション 』岩波書店、2024年。
- デリダ『講義録 時を与える II』白水社、2024年。